# الم جوق
الم جوق (بالفارسية: الم جوق) هي مستوطنة تقع في قسم سنغ بست الريفي في إيران. يقدر عدد سكانها بـ 21 نسمة بحسب إحصاء 2016.